# Endasys varipes
Endasys varipes är en stekelart som först beskrevs av Johann Ludwig Christian Gravenhorst 1829.  Endasys varipes ingår i släktet Endasys och familjen brokparasitsteklar. Arten är reproducerande i Sverige. Inga underarter finns listade i Catalogue of Life.